# اریک کرسنیر
اریک کرسنیر (انگلیسی: Éric Crosnier؛ زادهٔ ۲۲ دسامبر ۱۹۷۲) بازیکن فوتبال اهل فرانسه است.
از باشگاه‌هایی که در آن بازی کرده‌است می‌توان به باشگاه فوتبال سدان اشاره کرد.